# Seyed Hossein Mirfakhar
Seyed Hossein Mirfakhar es un político, diplomático y embajador iraní.
Seyed Hossein Mirfakhar, hijo de Haj Seyed Esmaeel, nació el 21 de abril de 1952 en Teherán, Irán. se graduó en Ciencias Políticas de la Universidad Nacional de Irán (SBU).
Después de la Revolución Islámica, en el año 1980 se unió a la Dirección Política del  Ministerio de Asuntos Exteriores y después de recibir capacitación en diversos campos, en 1981 durante la época de Ali Akbar Velayati como ministro de Asuntos Exteriores, fue nombrado Jefe de la Oficina consular (Asuntos Personales) y sirvió en este puesto hasta 1986. En el mismo año, Mirfakhar fue nombrado como el embajador de la República Islámica de Irán en Indonesia . Durante su embajada en Indonesia, fue la fuente de destacados servicios en relación con el desarrollo cultural. Tras regresar a Irán en 1990, fue nombrado director general de Asuntos Políticos en la Región del Sudeste Asiático hasta 1994 cuando se dirigió a Beijing con doble acreditación: como Embajador de la República Islámica de Irán en la República Popular de China y República de Mongolia.
Después de regresar de China en 1998, durante el mandato de Seyed Kamal Kharazi como ministro, Mirfakhar fue nombrado director general de Asuntos Administrativos y, con la recomendación del ministro, trabajó en la reactivación y aplicación del Estatuto Interior del Ministerio de Asuntos Exteriores y trajo algunas otras reformas administrativas. Más tarde, en 2002, se mudó a Dublín como el embajador de la República Islámica de Irán en la República de Irlanda. Después de completar su misión y regresar de la República de Irlanda en 2005, se desempeñó como experto sénior en estudios políticos. Un año después, en 2006, fue nombrado director general del Consulado y se desempeñó en este puesto durante ocho años. Durante el mandato de Mohammad Yavad Zarif como ministro de Asuntos Exteriores, en marzo de 2015, fue nombrado el embajador de la República Islámica de Irán en la República de Portugal y se mudó a Lisboa.  
En mayo de 2019, después de 40 años, cesó sus funciones en el Ministerio de Asuntos Exteriores a petición propia. Es uno de los diplomáticos experimentados del Ministerio de Asuntos Exteriores iraní que ha promovido con éxito en la jerarquía de los funcionarios políticos y se le ha otorgado la designación vitalicia del título de "Embajador" por sus distinguidos servicios.